# 墓碑 (书籍)
《墓碑——一九五八—一九六二年中国大饥荒纪实》，历史著作，新华社退休高级记者杨继绳著，内容主要涉及中华人民共和国的三年大饥荒，2008年12月由香港天地图书出版，此后多次再版，持续热销。自由亚洲电台称为“最畅销的中国禁书”。 2012年英、法、德、日文译本发行。杨继绳因《墓碑》而获得多项荣誉和称赞。

## 内容
杨继绳在书中得出的结论是，从1958年到1962年，共有3600万中国人死于饥荒，还有4000万人应出生而没有出生，这意味着“大饥荒使中国人口损失大约7600万”。

## 反响
2012年6月，本书德文版面世，德国之声中文网引述德國公共廣播聯盟報導：「杨继绳在《墓碑》一书中，详细记录了饥荒之惨烈与人祸之无情。为编撰此书，杨继绳花了多年时间检索资料。作为退休的新华社高级记者，杨继绳以调查农村经济发展为借口，查阅了各省的机关档案，与大量证人进行了对话。……中国政府这两年对待历史，已经持『谨慎的开放态度』。杨继绳的这本书四年前虽然只能在香港出版，但他个人至今没有受到过多的政治压力。」

## 评论
江苏师范大学数学教授孙经先2011年在《马克思主义研究》刊文，主张中国1958年至1961年期间的异常人口变动主要是人口迁移时漏报户籍所致，并陆续写了相关主题的文章批评《墓碑》在传播“‘饿死3000万’的谣言”中起了重要作用。杨继绳回应指，毛泽东时代的生活必需品都要凭票证供应，不办户口就没有饭吃，认为孙经先的论断违背了历史事实。